# Neoregelia sarmentosa
Neoregelia sarmentosa är en gräsväxtart som först beskrevs av Eduard August von Regel, och fick sitt nu gällande namn av Lyman Bradford Smith. Neoregelia sarmentosa ingår i släktet Neoregelia och familjen Bromeliaceae. Inga underarter finns listade i Catalogue of Life.

## Bildgalleri

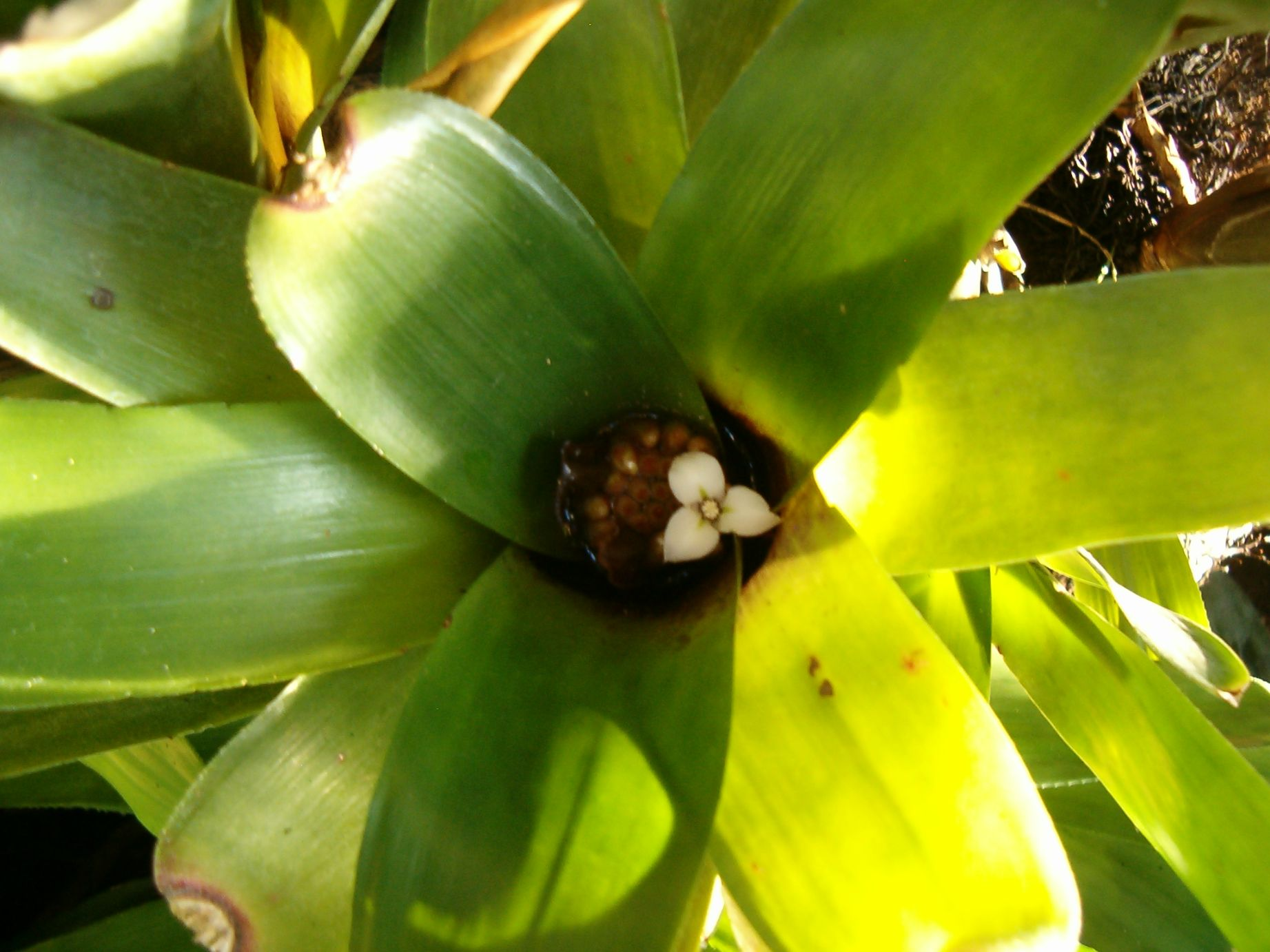